# Internationale Special-Ausstellung der graphischen Künste Wien 1883
Die Internationale Special-Ausstellung der graphischen Künste wurde vom 15. September bis zum 18. November 1883 als Sonderausstellung zur dauernd installierten Kunstausstellung im Wiener Künstlerhaus ausgerichtet und erfreute sich großer Beachtung in den internationalen Fachzeitschriften. 

## Ausstellungsprofil

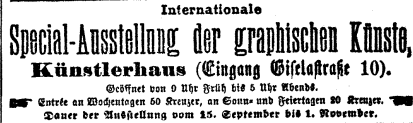
Zeitungsinserat für die Ausstellung aus "Neue Freie Presse" vom 17. September 1883

Die Organisation erfolgte durch die 1871 gegründete Wiener Gesellschaft für vervielfältigende Kunst. Diese Gesellschaft verfolgte den Zweck, die Kunst zu fördern und ihren Mitgliedern Meisterwerke der graphischen Künste durch Kupferstich, Radierung, Holzschnitt und andere künstlerische Vervielfältigungsmittel zugänglich zu machen. Die Eintrittspreise waren bewusst so gestaltet, dass ein Besuch für die breite Wiener Bevölkerung erschwinglich war. Die Eröffnung erfolgte durch Kaiser Franz Joseph I. und erfreute sich von Anfang an reger Teilnahme einheimischer und internationaler Besucher. 
Neben Ölgemälden als Exponate wurde ein besonderer Fokus auf Werke der grafischen Druckverfahren gelegt, wie Kupferstiche, Werkstücke der Holzschneidekunst, Radierungen sowie Heliographien und Heliotypien.
An der Schau beteiligten sich neben Österreich das Deutsche Reich mit der Düsseldorfer Kunstakademie und der Kunstakademie Dresden, Frankreich mit seinem Kunstministerium, England, die Schweiz, Belgien, Russland, Dänemark und die Vereinigten Staaten von Amerika mit insgesamt etwa 4.000 Exponaten. Begleitend dazu wurde ein Katalog publiziert, der alle Schaustücke aufnahm. 
Das Oberstkämmereramt des Kaisers stellte Leihgaben zur Verfügung, wobei die „Ehrenpforte für Kaiser Maximilian I. “ von Albrecht Dürer die Spektakulärsten sind, die zusammengestellt eine Breite von 2,5 Meter und eine Höhe von 3 Meter aufweist. Weiters ist das Meisterwerk „Der Triumphzug Maximillians I. erwähnenswert“. Die „Gesellschaft für vervielfältigende Kunst“ stellte Louis Jacobys Stich „Schule nach Athen“ nach Raphael aus, den er bereits 1863 begann, jedoch erst 1882 vollendete. Weitere ausgestellte Meister der Wiener Schule waren Josef von Führich, Carl Josef Alois Agricola, Sigmund Dallinger, Josef Gasser, Franz Stöber, Nikolaus Geiger, und Ludwig Voss.
Der Besucherandrang war so überraschend und überwältigend, dass die Ausstellungskommission die Dauer der Ausstellung von ursprünglich 1. November laufend verlängerte und schließlich am 18. November 1883 schloss.